# Милан Маринковић (рагбиста)
Милан Маринковић (24. јул 1994) професионални је српски рагбиста (варијанта са 15 играча), који тренутно игра за Глазгов хоксе у домаћем првенству Шкотске.

## Каријера
Прошао је све млађе селекције Црвене звезде, а 2014. отишао је у Велику Британију да игра професионално. Маринковић је репрезентативац Републике Србије у рагбију 7 и рагбију 15.
Након година играња у Црвеној Звезди, 2014. отишао је у Велику Британију. Почео је да игра у петом нивоу Шкотске, а након неколико година заиграо је у првој лиги Шкотске.